# Gliceraldeide-3-fosfato deidrogenasi (fosforilante)

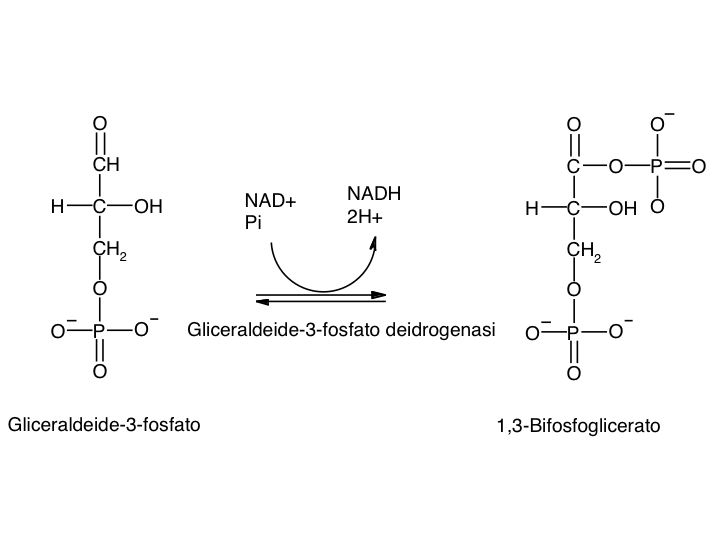
La reazione catalizzata dalla gliceraldeide-3-fosfato deidrogenasi in sintesi

La gliceraldeide-3-fosfato deidrogenasi (fosforilante) è l'enzima che catalizza la reazione di conversione della gliceraldeide-3-fosfato a 1,3-bisfosfoglicerato durante la glicolisi. Questo enzima appartiene alla classe di enzimi delle deidrogenasi NADH-dipendenti.
Nel dettaglio, l'enzima catalizza la seguente reazione:
D-gliceraldeide 3-fosfato + fosfato + NAD+ ⇄ 3-fosfo-D-gliceroil fosfato + NADH + H+
La gliceraldeide-3-fosfato deidrogenasi è un tetramero, ovvero è costituita da 4 subunità identiche. Ognuna può legare una molecola di NAD+ ed una di ATP. Ogni subunità contiene inoltre due residui essenziali di cisteina e di istidina, importanti soprattutto nella prima fase della reazione.

## Il meccanismo di reazione
È possibile distinguere due passaggi distinti nella conversione della gliceraldeide-3-fosfato a 1,3-bisfosfoglicerato: la prima consiste in una ossidazione dell'aldeide ad acido carbossilico (mediata da NAD+), che comporta la formazione dell'intermedio 3-fosfoglicerato; la seconda è invece la fosforilazione (attraverso un fosfato inorganico, infatti nella seconda fase della glicolisi non vengono spesi altri ATP) del 3-fosfoglicerato in posizione 1, che genera il prodotto 1,3-bisfosfoglicerato. La presenza di due step è confermata dalla conformazione del sito di legame dell'enzima: una parte è specifica per l'anello nicotinammidico del coenzima NAD+, l'altra per l'anello adenilico dell'ATP.
La prima reazione è abbastanza favorita dal punto di vista termodinamico (ΔG°´ di circa -50 kJ mol-1), mentre la seconda è sfavorita,
essendo il suo ΔG°´ di segno opposto. Se queste due reazioni dovessero semplicemente avvenire in soluzione, dunque, la seconda avrebbe una energia di attivazione talmente alta da renderla di fatto impossibile. La presenza dell'enzima, dunque, è assolutamente fondamentale: l'accoppiamento delle due reazioni operato nel sito attivo della gliceraldeide-3-fosfato deidrogenasi, infatti, rende possibile che la seconda avvenga. Ciò è spiegabile con il fatto che l'intermedio tioestere che si forma nel core del sito catalitico ha una energia libera di Gibbs decisamente maggiore di quella che avrebbe il suo corrispettivo acido carbossilico 3-fosfoglicerato libero in soluzione.
Più nel dettaglio, la reazione si sviluppa nel seguente modo.
- L'aldeide reagisce con il gruppo sulfidrilico della già citata cisteina, legandosi all'enzima attraverso la formazione di un semitioacetale.
- Una volta che il substrato è legato, può avere luogo la prima parte della reazione. La molecola di NAD+ è associata all'enzima in una posizione molto vicina a quella della cisteina. La presenza di una istidina favorisce la deprotonazione della gliceraldeide-3-fosfato ed il trasferimento del protone sul NAD+, che viene così convertito a NADH. Il NADH viene immediatamente sostituito da un'altra molecola di NAD+. Il semitioacetale, in seguito alla deprotonazione, viene convertito in tioestere.
- La presenza di NAD+ favorisce l'ingresso nel sito attivo di un gruppo funzionale carico negativamente, come un gruppo fosfato inorganico[1]. La seconda reazione, dunque, consiste nello spiazzamento del legame tioestere ad opera del fosfato, che libera così il substrato (ormai 1,3-bisfosfoglicerato) da ogni legame con l'enzima. D'altra parte, in questo modo viene completamente rigenerato il gruppo sulfidrilico della cisteina.